# 澳門電話號碼
澳門電話號碼只為澳門特別行政區通用的電話號碼，因而與香港電話號碼的應用情況一樣不在中華人民共和國電話號碼之列，澳門的國際電話區號是853。

## 號碼史
在1980年代前，澳門的電話號碼皆為只有4位數字，當時是由澳門郵電司轄下管理。至1981年1月18日凌晨起在原來4位數字的電話號碼前加7字，成為5位的新電話號碼。
自1981年10月，電話專營權交由澳門電訊後，固網電話號碼不久便再升至6位。及至1988年澳門電訊推出流動電話服務，並將流動電話位數定為7位。

### 1980年代至2007年3月
2007年3月之前，電話號碼的長短不一：
- 固網電話號碼大部分為6位數字
- 流動電話號碼為7位數字
- 直通內線電話號碼為7位數字

固網電話號碼可由除0、1、6以外的任何數字開頭，移動電話號碼則由6字開頭，直通內線電話號碼第2位為9字。

### 2007年3月後的轉變
2006年初，電信管理局代表澳門政府宣佈把澳門所有的電話號碼進行升位，2006年10月1日起生效，並有5個月的適應期，適應期期間市民可選擇使用升位或未升位的號碼進行撥號。直至2007年3月1日00:05全部固網6位及流動7位號碼正式停用。
而升位計劃則如下：
- 所有固網電話號碼前面加28
- 所有移動電話號碼前面加6

使得澳門現時所有外線號碼統一為8位數字。
而2007年3月1日起新申請的直通專線電話皆為8字頭的8位數字。而由2008年1月1日起，所有直通專線電話號碼亦開始進行升位，7位數字前面一律加8為字頭。

## 各分區電話號碼頭位數字
在「28」字頭後面，大概可以知道是甚麼區的電話（但近年之申請為流水號，故未必百份百準確）：
- 「2」：黑沙環、台山、青洲、筷子基、沙梨頭
- 「3」：新橋、塔石、中區、黑沙環
- 「4」：筷子基、沙梨頭、黑沙環
- 「5」：高士德、內港近新馬路一帶
- 「7」：新口岸、南灣、黑沙環近水塘
- 「8」：離島（氹仔、路環）
- 「9」：內港近媽閣一帶

## 流動電話號碼頭位數字
在「66」字頭後面，可以大概知道是甚麼網絡供應商的電話：
- 「1」：澳門電訊
- 「2」：澳門數碼通
- 「3」：3澳門
- 「4」：3澳門
- 「5」：澳門電訊
- 「6」：澳門電訊
- 「7」：中國電信
- 「8」：澳門電訊
- 「9」：澳門電訊
- 「0」：（匯應通電話）

在「62」字頭後面，可以大概知道是甚麼網絡供應商的電話：
- 「1」：中國電信
- 「2」：3澳門
- 「3」：澳門電訊
- 「8」：澳門電訊
- 「9」：澳門電訊
- 「0」：澳門電訊

在「68」字頭後面，可以大概知道是甚麼網絡供應商的電話：
- 「8」：澳門電訊

（網絡供應商不可能只有某一組號碼，而且澳門居民可自由地轉台而不改變電話號碼，故未必百份百準確）

## 直通內線電話號碼頭位數字
在「8」字頭後面，可以大概知道是什麼機構或政府部門的內部電話，如：
- 「3905」：澳門衛生局
- 「8822」：澳門大學
- 「3995」：澳門統計暨普查局
- 「5986」：治安警察局
- 「5994」：澳廣視
- 「5995」：財政局稅務執行處
- 「5996」：澳門理工大學
- 「800」：司法警察局

## 長途電話
- 所有目的地：撥打國際接駁號碼00，然後是國家編號及地區編號，最後是收訊人的電話。
- 香港：香港比較特殊，撥打香港長途電話同時可以使用比較簡易的方法，撥打01以後再加上收訊人的電話（但亦可使用00852）。

## 緊急服務電話號碼
- 緊急服務──警察、消防及救護車──的電話號碼：999
- 消防局：119／28572222
- 消防局救護車：120／28572222
- 治安警察局：28573333
- 司法警察局：993

## 其他特殊號碼
- 114 中國電信查號
- 140: 澳門電訊英語報時。
- 141：澳門電訊廣東話報時。
- 145: 澳門電訊葡萄牙語報時。
- #141：3 (澳門)廣東話報時。
- 181：本地電話號碼查詢。
- 1311：氣象局天氣查詢。(1989年6月29日至1998年3月23日設911為葡文天氣查詢熱線；912為廣東話天氣查詢熱線)[1]
- 1000: 澳門電訊客戶服務電話。
- 28783320: MTel電信客戶服務電話。
- 1118: 3 (澳門)客戶服務電話。
- 1628: 數碼通客戶服務電話。
- 1771: 澳門電訊手機餘額查詢
- 1888: 中國電信 (澳門)客戶服務電話。

## 外部連結
- 澳門電信管理局